# Rythme circadien et maladies cardio-vasculaires
 (décembre 2022).
 (décembre 2022).

## Historique

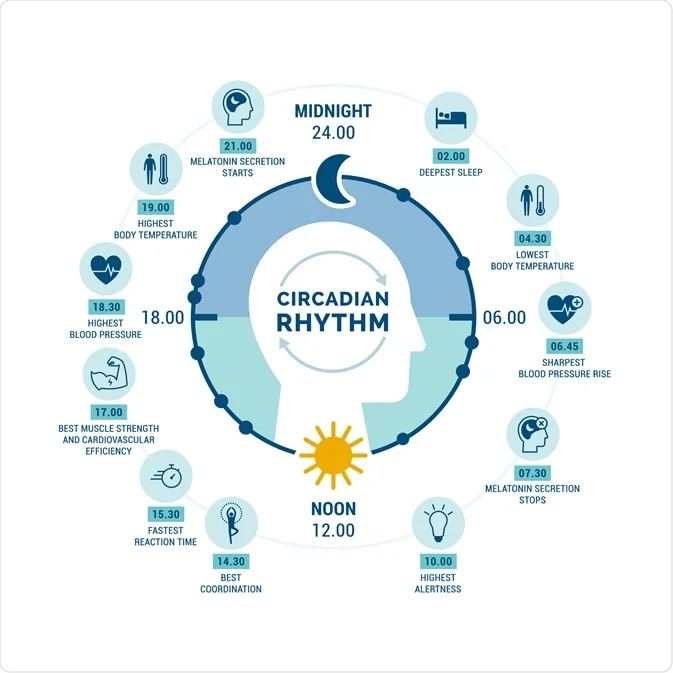
L'activité du rythme circadien au cours du cycle jour-nuit.

Le rythme cardiaque est sous l’effet plus large de l’horloge biologique et est l'une des premières fonctions physiologiques à être décrite comme n’étant pas constante tout au long d’un cycle de 24h. Dès le début du 17ième siècle, les scientifiques remarquent des variations du pouls entre le jour et la nuit, où il augmente rapidement lors du réveil, et est à son plus bas 2-3h après minuit. Struthius est l’un des premiers scientifiques à avoir démontré que le rythme cardiaque est régulé à la fois par des facteurs endogènes et exogènes, en décrivant qu’il peut varier selon le sexe des individus, le niveau de santé, l’âge, le rythme circadien et les saisons. En 1881, Zadek est le premier à démontrer que la pression artérielle varie également lors d’un cycle, soit en augmentant en après-midi puis en redescendant la nuit. Ces découvertes ont grandement influencé la médecine moderne, entre autres dans l’établissement de différents niveaux de dérèglement de la pression sanguine circadienne et leurs facteurs de risques respectifs sur différentes maladies, dont l’hypertension sévère ainsi que la prise en compte des variations lors de l’administration de médicaments.
En considérant le fait que la majorité des fonctions physiologique du corps sont interreliées au rythme circadien, sa disruption par le jetlag social, le travail de nuit ou encore des expositions à la lumière à des moments inappropriés comme en soirée ou pendant la nuit peut mener à beaucoup de problèmes, surtout en combinaison avec le manque de sommeil, comme des troubles psychiatriques et cardio-métaboliques.

## Maladies cardiovasculaires

### Travail de nuit
Travailleurs dans la santé, agents de sécurité, ou tout autre travailleur de nuit mettent en péril certains aspects de leur santé en assurant ces quarts de travail.  

#### Pression artérielle
Normalement, la pression artérielle diminue d'environ 10% la nuit, qualifiant ainsi les individus de dipper. Lorsqu'elle diminue de moins de 10%, ceux-ci sont qualifiés de non-dipper. Il a été prouvé que les travailleurs de nuit étaient majoritairement non-dipper. Autrement dit, le travail de nuit a été corrélé avec une augmentation de la tension artérielle : l'hypertension.  

#### Hyperglycémie
Ensuite, le corps est moins tolérant à une hausse du taux de glucose au cours de la journée. Ainsi, le risque d'hyperglycémie est plus élevé si on se nourrit la nuit, comme le font ces travailleurs .  

#### Stress
Le désalignement du rythme circadien a également été associé à une désynchronisation de l'axe HPA.
Ce dernier étant responsable de la coordination et le bon fonctionnement des systèmes nerveux sympathiques et parasympathiques, cette perturbation pourrait entraîner des conditions néfastes comme un arrêt cardiaque .  
Cet axe est également responsable de contrôler la production de cortisol dans le corps face à des situations plus ou moins stressantes pour le corps. Le cortisol sanguin a tendance à atteindre son maximum aux heures suivant le réveil le matin, est se voit ainsi chamboulé chez les travailleurs de nuit. Aussi, les individus travaillant en rotation (des quarts de jours et des quarts de nuit selon la demande de l'employeur) ont tendance à présenter des amplitudes du rythme du taux de cortisol atténuées.  
Les dérèglements de production de cette hormone de stress ont tendance à affecter l'ampleur de la réactivité au stress. En effet, il semblerait que les individus travaillant de nuit ou en rotation, présentent des réactions au stress accentuées, vraisemblablement dues à une élévation du taux de glucocorticoïdes. L'élévation chronique du taux de cortisol correspond au Syndrome de Cushing, lui-même associé à une pression artérielle élevée, insuffisance cardiaque, accident vasculaire cérébral (AVC), athérosclérose prématurée etc.

#### ECG et infarctus du myocarde
Il a été prouvé que les travailleurs de nuit présentaient des ECG anormaux, avec des dispersions des ondes P et des intervalles QTc significativement prolongées, et des valeurs plus élevées en particulier chez les travailleurs plus anciens (plus de 15 ans). L'élévation des valeurs de ces ondes sont associées à de l'insuffisance cardiaque, un dysfonctionnement diastolique, de l'hypertrophie du ventricule gauche, ou encore de la fibrillation atriale. En d'autres termes, le travail de nuit a été associé avec de nombreux risques de maladies cardiovasculaires .  
L'horloge moléculaire normale est dirigée (entre autres) par les gènes Clock, Bmal1, Pers et Crys, ainsi que ceux codant pour les récepteurs nucléaires Nr1d1 et Nr1d2. Il semblerait que le travail de nuit atténue majoritairement le gène Nr1d1 codant pour des récepteurs NR1D1 associés à des rôles anti-athérosclérose, augmentant ainsi le risque d'athérosclérose chez les travailleurs de nuit (Figure 2).  
Aussi, une interleukine IL-6, CLCF1 (cardiotrophin-like cytokine factor 1) semble contribuer aux conséquences cardiovasculaires du travail de nuit. En effet, elle aurait été associée à un plus haut risque d'infarctus du myocarde (MI) aigu: sa présence étant contrôlée par les NR1D1 du cœur, la réduction du taux de NR1D1 engendrée par le travail de nuit contribuerait à la hausse de celui de CLCF1 (Figure 2).  

## Insomnie et manque de sommeil
Les troubles du sommeil comme l’insomnie peuvent être la cause de décalage dans le rythme circadien. Celui-ci a une forte influence sur différents facteurs corporels humains dont des facteurs pouvant augmenter les risques de maladies cardiovasculaires comme des modifications sur le système immunitaire et le métabolisme par exemple.
La production de cortisol est perturbée chez les personnes souffrant d’insomnie et de manque de sommeil. Effectivement, la perturbation du rythme circadien provoque la production décalée d’hormones, le corps se retrouve ainsi avec des hauts taux d’hormones quand cela n’est pas nécessaire et des bas taux quand il en aurait besoin. Cela induit ainsi les symptômes associés au Syndrome de Cushing, ce qui peut avoir des conséquences sur le système métabolique et cognitif et peut également augmenter le risque de maladies cardiaques.
Une étude a montré que les patients souffrant d’insomnies avaient un rythme cardiaque plus élevé et des niveaux de rénine et d’aldostérone beaucoup plus élevés ainsi qu’une plus grande activité de ces hormones. Ces deux hormones jouent un rôle dans la régulation de la pression artérielle et de la dilatation des vaisseaux sanguins. Ils influent donc sur la santé cardiaque de l’individu.
L’augmentation des facteurs d’inflammation est également une conséquence directe de l’insomnie ; des facteurs tels que les CPR (Protéine C Réactive), les IL-6 et les TNF et les cytokines qui, quand ils sont dans des concentrations élevées, peuvent augmenter le risque de maladies cardiovasculaires.

## Social jetlag
Un autre type de dérèglement du rythme circadien peut être le social jetlag qui est décrit comme le décalage entre les horaires de travail imposées (conformes au rythme biologique) et sociales,. On le mesure en faisant la différence de l’heure du milieu du sommeil entre les jours de travail et les jours libres. Un jetlag supérieur ou égal à 2 heures est considéré comme anormal et augmente les risques de maladies cardiovasculaires. Ce phénomène est très répandu, surtout chez les personnes de chronotype vespéral (dites « du soir ») et chez les adolescents et jeunes adultes,. Environ deux tiers de la population saine pourrait l’expérimenter. Les individus atteints de social jetlag vont chercher à compenser leur manque de sommeil accumulé durant leurs jours de travail pendant leurs jours libres, ils vont alors dormir beaucoup plus et perpétuer un cycle circadien décalé qui va interférer avec les horaires de travail.
Une perturbation du système circadien par le social jetlag dérègle l’organisation temporelle des rythmes centraux et périphériques, ce qui favorise les anomalies métaboliques. En effet, le social jetlag augmente la fréquence cardiaque et perturbe l’axe HPA, ce qui augmente le taux de cortisol, de cholestérol et de lipides, provoque de l’hypertension et diminue la sensibilité à l’insuline,,,. Toutes ces perturbations augmentent la prédisposition à l’obésité et au diabète de type 2, et donc aux maladies cardiovasculaires,,. Il y a aussi une désynchronisation de l’organisation temporelle de nombreux processus métaboliques comme le métabolisme du glucose, la température corporelle centrale ou la pression artérielle, qui ont tous un rythme circadien intrinsèque qui, lorsqu’il est perturbé, contribue au risque de maladies cardiovasculaires.
Cependant, toutes ces études soulignent un potentiel pour des soins de santé préventifs centrés sur le sommeil et le rythme circadien.  